# Добаш венесуельський
Доба́ш венесуельський (Picumnus nigropunctatus) — вид дятлоподібних птахів родини дятлових (Picidae). Ендемік Венесуели.

## Опис
У венесуельських добашів тім'я чорне, спереду поцятковане червоними, а позаду — білими плямками. Верхня частина тіла світло-оливково-коричнева з легким жовтуватим відтінком, плечі і спина поцятковані темними плямками. Нижня частина тіла світло-жовта, нижня частина грудей, живіт і гузка легко поцятковані чорними плямками.

## Поширення і екологія
Венесуельські добаші мешкають на північно-східному узбережжі Венесуели, в штатах Сукре, Монагас і Дельта-Амакуро. Вони живуть у вологих рівнинних і заболочених тропічних лісах, в мангрових лісах і прибережних заростях. Зустрічаються поодинці або парами. іноді приєднуються до змішаних зграй птахів.